# Gouvernement de Brouckère
Royaume de Belgique
Rogier I De Decker
Le gouvernement de Brouckère est un gouvernement essentiellement libéral qui gouverna la Belgique du 31 octobre 1852 jusqu'au 2 mars 1855. Le chef du gouvernement, Henri de Brouckère était également Ministre des Affaires étrangères.

## Contexte
Sur le plan politique, le gouvernement prend place en 1852, 5 ans après l’unionisme (1830-1847) et 6 ans après la création du parti libéral ,en 1846, dont le succès sera au rendez-vous.
Dès l'année suivante, en effet, les élections font monter à la tête du pays le tout premier gouvernement libéral de son histoire, dirigé par Charles Rogier (élu le 8 juin 1847).
Ainsi la Belgique connait une profonde mutation de son paysage politique quelques mois avant la Révolution Parisienne de février .
Sur le plan interne, l'impact de celle-ci sur l'économie belge, fortement dépendante de celle de son voisin français se créa en peu de temps. Les plus grandes banques du pays frôlèrent la faillite, le gouvernement fut contraint d'imposer de nouveaux impôts, d'émettre un emprunt et même du papier-monnaie.
Ces mesures firent des mécontents et la majorité fut mise à rude épreuve; sur un autre plan mais pour les mêmes raisons, la question militaire n'était pas de nature à assurer la survie du cabinet Rogier .
En effet la crise économique imposait une réduction du budget militaire, tandis que la situation politique de l'Europe imposait une forte réévaluation de ce dernier.
Finalement, au vu des événements, ce fut la seconde proposition qui fut choisie, ce qui provoqua la fronde de l'aile antimilitariste du parti, majoritaire à l'époque.
Sur le plan externe cette fois, paralysé  par la venue des proscrits français (estimé à 800) demandant l’asile à la Belgique , le gouvernement Rogier fit face au mécontentement du Prince-Président Napoléon III , ainsi que du Roi Léopold Ier , soucieux d’éviter un conflit diplomatique avec son voisin.
Celui-ci reprochait en effet une trop grande hospitalité envers ces exilés de la part du ministère , dont il se détacha.
À ce titre, résidait Grand-Place , à Bruxelles le célèbre écrivain Victor Hugo , tout comme, boulevard de Waterloo, l’auteur des trois mousquetaires, Alexandre Dumas.
Fragilisé de toutes parts et incapable de poursuivre ses activités, le cabinet présenta sa démission le 9 juillet 1852. Dans un premier temps, le Roi tenta de lui trouver un successeur, sans succès. Il insista auprès de Rogier , qui reconduisit son ministère, mais après réunion, la chambre lui refusa sa confiance et il démissionna.
En vue de former un nouveau gouvernement , le Roi résolut de choisir un libéral particulièrement modéré qui avait l’art de concilier la minorité catholique et la majorité libérale, à savoir Henri de Brouckère.
Cette désignation s’inscrit dans la continuité de la nomination par le Roi de ce dernier en tant qu’émissaire pour prêter main-forte au Prince-Président dans sa censure de la contestation de son pouvoir en dehors de son territoire.
Pour finir, le gouvernement dirigé par de Brouckère , vis-à-vis duquel l’opposition catholique marquait une hostilité grandissante et qui sentait le vent tourner, prétexta un échec inattendu à propos de la suppression du grade d’élève universitaire pour se retirer le 2 mars 1855.

## Contexte philosophico-religieux
Comme il a été dit plus haut, Henri De Brouckère se caractérisait par une grande modération, qui se justifie par ses craintes liées à la représentation des politiciens de la Droite, d’inspiration catholique, comme étant « les défenseurs de l’Eglise », par opposition à ceux qui partageaient son parti taxés d’« ennemis implacables du catholicisme ».
Malgré son sens de la diplomatie, il s’était engagé à lutter pour la séparation du religieux et de l’Etat entre autres par le combat mené en faveur d’un enseignant de l’Université d’Eté qui s’est vu accusé de blasphème par le gouvernement avec l’aide de l’épiscopat à la suite de déclarations jugées choquantes en plein cours, ce qui démontre donc clairement une détermination sans faille en vue d’une séparation de la dimension politique avec la dimension religieuse.

## Formation
Pour faire honneur à sa réputation d’homme modéré, Henri s’efforça de former un gouvernement davantage modéré que le précédent, sans perdre son orientation politique libérale.
Un tel ministère ne put être constitué que par des personnalités extérieures au parlement.
À l’instar de Charles Liedts, Ministre des finances, qui siégea au Congrès national en 1831, Victor Anoul qui s’est vu confier le ministère de la guerre, Charles Faider , à cette époque procureur général près la Cour de Cassation, responsable de la Justice, mais aussi de Ferdinand Piercot, bourgmestre de Liège, qui endossa le ministère de l’Intérieur.
Emile Van Hoorebeke en revanche ayant comme compétence les Travaux Publics, était le seul Ministre du gouvernement issu du parlement.

## Vote et résultats électoraux
Jusqu’en 1892, l’organisation d’élections générales est l’exception, celles-ci n’ont lieu que lors de la dissolution imprévue des Chambres.
Les élections partielles sont donc la norme ; le pays, divisé en deux blocs, voit les élections s’y dérouler tour à tour.
« Le premier agrège les circonscriptions des provinces de Flandre Orientale , de Limbourg , de Hainaut et de Liège [c’est dans ce bloc qu’urent lieu les élections du gouvernement de Brouckère]. Le second regroupe les circonscriptions de Flandre Occidentale , d’Anvers , de Namur , du Luxembourg et du Brabant ».
A cette époque, les résultats divergent fortement entre la Flandre et la Wallonie et cette élection ne fait pas exception à la règle car si le gouvernement bénéficie au niveau national d'une avance confortable de 57,22 % c'est surtout grâce à la Wallonie où le Parti libéral culmine à 71,23 %, soit 22 sièges sur les 29 à pourvoir.
En Flandre le résultat est 43,26 %, soit 9 sièges sur les 25 à pourvoir.

## Composition
| Image     | Poste                                               | Titulaire | Titulaire           | Parti         |
| --------- | --------------------------------------------------- | --------- | ------------------- | ------------- |
|           | Chef de cabinet et Ministre des affaires étrangères |           | Henri de Brouckère  | Parti libéral |
| Ministres |                                                     |           |                     |               |
|           | Ministre de l'intérieur                             |           | Ferdinand Piercot   | Parti libéral |
|           | Ministre des finances                               |           | Charles Liedts      | Parti libéral |
|           | Ministre de la justice                              |           | Charles Faider      | Technicien    |
|           | Ministre des travaux publics                        |           | Emile Van Hoorebeke | Parti libéral |
|           | Ministre de la guerre                               |           | Victor Anoul        | Parti libéral |

## Quelques grandes actions
- Une fois son ministère constitué, de Brouckère s’empressa de faire voter par les chambres une loi[14] réprimant sévèrement les injures faites aux souverains étrangers, bien qu’en conservant intacte la liberté de la presse constitutionnellement garantie.

Par cette loi, la volonté du ministère était de mettre fin aux articles publiés par les réfugiés français contre le Prince-Président au moment où ce dernier devenait l’empereur Napoléon III.
Celui-ci y fut sensible et cela permit au gouvernement de conclure un traité de commerce avec la France, favorable à la Belgique et, en même temps, une Convention littéraire pour mettre fin au pillage dont les écrivains français étaient les victimes en Belgique.

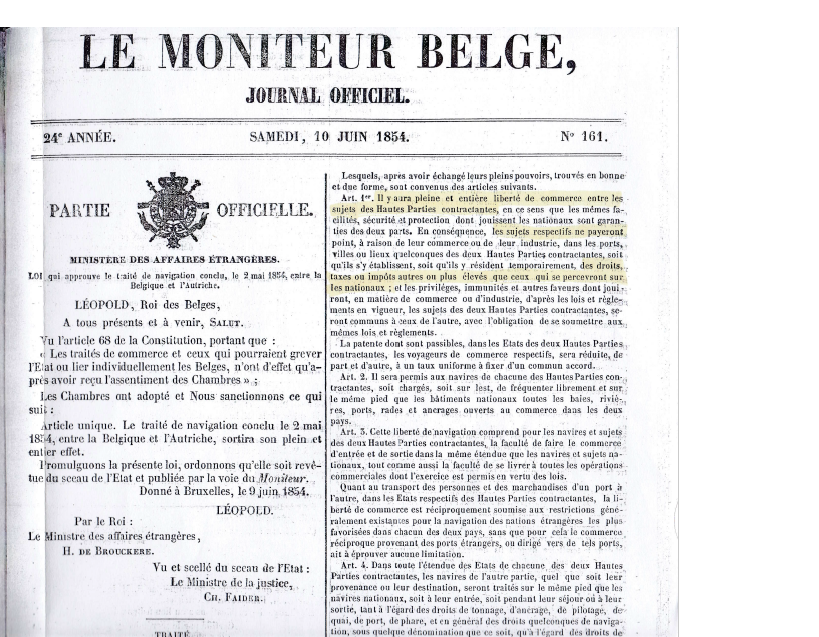
Traité de navigation conclu le 2 mai 1854 entre la Belgique et l'Autriche

- Conclusion le 2 mai 1854 d’un traité de navigation entre la Belgique et l’Autriche (et ratifié le 8 juin 1854).

Ce traité entend consacrer « une pleine et entière liberté de commerce entre les sujets des Hautes parties contractantes, en ce sens que les mêmes facilités, sécurités et protection dont jouissent les nationaux sont garanties des deux parts ».
Sur le plan économique, ledit traité assure que les sujets respectifs ne payeront des droits, taxes ou impôts autres ou plus élevé que ceux qui se percevront sur les nationaux .
Enfin, ce traité entend permettre aux navires des deux parties de fréquenter, librement et sur le même pied que les bâtiments nationaux, leurs eaux nationales.
- Conclusion le 22 août 1852 d’une convention entre la France et la Belgique pour la garantie réciproque de la propriété intellectuelle et artistique.

Le traité garantit en son article premier que « les auteurs de livres, brochures ou autres écrits, de compositions musicales, d’œuvres de dessin, de peinture, de sculpture, de gravure, de lithographie et de toutes autres productions analogues du domaine littéraire ou artistique, jouiront, dans chacun des deux États réciproquement, des avantages qui y sont ou y seront attribués par la loi à la propriété des ouvrages de littérature ou d’art, et ils auront la même protection et le même recours légal contre toute atteinte portée à leurs droits que si cette atteinte avait été commise à l’égard d’auteurs d’ouvrages publiés pour la première fois dans le pays même ».
- Conclusion le 27 février 1854 d’un traité de commerce entre la Belgique et la France et ayant pour but d’étendre les accords déjà obtenus à la suite d'une convention commerciale conclue le 22 août 1852 entre la Belgique et la France .

Ce traité entend supprimer, réduire ou encore mettre à niveau toute une série de taxes frappant des marchandises aussi variées que le tissu, le vin, le houblon, les viandes, … sur l’exportation ou l’importation vers ou depuis les parties contractantes (à titre d’exemple, une réduction de 15 % sur les droits d’entrée en France des tissus de lin et de chanvre belges est consacrée par l’article 1er, 2e dudit traité).

## Quelques mots sur Henri de Brouckère
Contrairement à ses prédécesseurs, de Brouckère n’avait aucune expérience ministérielle au moment où il fut désigné par le Roi pour former un gouvernement , ce qui ne l’empêchait pas d’avoir un curriculum vitae particulièrement fourni.
Frère cadet de Charles de Brouckère , entre autres bourgmestre de Bruxelles, Henri s’inscrit dans la tradition familiale de briguer les plus hautes sphères de pouvoir.
Après avoir obtenu son diplôme de docteur en droit à vingt ans, il se retrouve à seulement vingt-trois ans procureur du Roi à Maastricht.
Il occupait encore cette fonction lorsque les électeurs du Limbourg l’élurent au Congrès national .
Il fut ensuite conseiller à la Cour d’Appel de Bruxelles, gouverneur des provinces d’Anvers et de Liège , avant d’être désigné par le Roi en tant qu’émissaire auprès du Prince-Président Napoléon III , pour être enfin désigné pour former un gouvernement .